# Salto de esqui na Universíada de Inverno de 2015
As competições de salto de esqui na Universíada de Inverno de 2015 estão sendo disputadas no Centro de Esportes Nórdicos em Štrbské Pleso, na Eslováquia entre 27 e 31 de janeiro.

## Homens
| Evento                      | Ouro                                                             | Ouro  | Prata                                                          | Prata | Bronze                                                     | Bronze |
| --------------------------- | ---------------------------------------------------------------- | ----- | -------------------------------------------------------------- | ----- | ---------------------------------------------------------- | ------ |
| KM100 Resultados            | Vladimir Zografski · Bulgária                                    | 248.8 | Ilmir Hazetdinov · Rússia                                      | 244.2 | Evgenyi Klimov · Rússia                                    | 241.7  |
| KM100 por Equipe Resultados | Evgenyi Klimov · Mikail Makismochkin · Ilmir Hazetdinov · Rússia | 723.2 | Kanta Takanashi · Minato Mabuchi · Junishiro Kobayashi · Japão | 702.3 | Andrzej Zapotoczny · Stanislaw Biela · Jakub Kot · Polónia | 680.3  |

## Feminino
| Evento                      | Ouro                                             | Ouro  | Prata                                   | Prata | Bronze                                           | Bronze |
| --------------------------- | ------------------------------------------------ | ----- | --------------------------------------- | ----- | ------------------------------------------------ | ------ |
| KM 100 Resultados           | Irina Avvakumova · Rússia                        | 223.2 | Yuka Kobayashi · Japão                  | 198.2 | Anstasiya Gladysheva · Rússia                    | 190.5  |
| KM100 por Equipe Resultados | Irina Avvakumova · Anstasiya Gladysheva · Rússia | 392.3 | Aki Matsubashi · Yuka Kobayashi · Japão | 385.9 | Vladěna Pustková · Michaela Doleželová · Chéquia | 322.8  |

## Evento Misto
| Event            | Ouro                                       | Ouro  | Prata                                                | Prata | Bronze                                   | Bronze |
| ---------------- | ------------------------------------------ | ----- | ---------------------------------------------------- | ----- | ---------------------------------------- | ------ |
| KM100 Resultados | Yuka Kobayashi · Jushiro Kobayashi · Japão | 202.4 | Anastasyia Gladysheva · Mikhail Maksimockin · Rússia | 185.0 | Aki Matshuhasi · Kanta Takanashi · Japão | 178.6  |

## Quadro de medalhas
| Ordem | País         | Medalha de ouro | Medalha de prata | Medalha de bronze |    |
| ----- | ------------ | --------------- | ---------------- | ----------------- | -- |
| 1     | RUS Rússia   | 3               | 2                | 2                 | 7  |
| 2     | JPN Japão    | 1               | 3                | 1                 | 5  |
| 3     | BUL Bulgária | 1               |                  |                   | 1  |
| 4     | CZE Chéquia  |                 |                  | 1                 | 1  |
| 5     | POL Polônia  |                 |                  | 1                 | 1  |
| TOTAL | TOTAL        | 5               | 5                | 5                 | 15 |